# یواس‌اس سیریوس (ای‌کی-۱۵)
یواس‌اس سیریوس (ای‌کی-۱۵) (به انگلیسی: USS Sirius (AK-15)) یک کشتی بود که طول آن ۴۰۱ فوت (۱۲۲ متر) بود. این کشتی در سال ۱۹۱۹ ساخته شد.